# متلازمة RNU4-2
متلازمة RNU4-2 (بالإنجليزية: RNU4-2 syndrome)‏ أو متلازمة ReNU (بالإنجليزية: ReNU syndrome)‏ هي متلازمة تؤثر على النمو العصبي بسبب تغيرات في الجين غير المشفر RNU4-2 الذي ينتج الرنا التضفيري U4. ومن أهم أعراض المتلازمة نقص التوتر العضلي، وتأخر النمو العام، وإعاقة النمو الذهني، واضطراب الكلام.

## آلية حدوث المتلازمة
تؤدي التغيرات الجينية، وخاصة تلك المتمثلة في إدخال قاعدة ثايمين بين الموضعين 64 و 65 في الجين إلى الإخلال بعملية التضفير، مما يتسبب بخلل في معالجة الحمض النووي الريبوزي وبالتالي عملية تكوين البروتين، وهذا بدوره يؤدي إلى ظهور مشاكل النمو العصبي وسائر أعراض المتلازمة وعلاماتها.

## الصورة السريرية
من أعراض المتلازمة وعلاماتها:
- نقص التوتر العضلي
- تأخر النمو العام
- إعاقة النمو الذهني
- اضطراب الكلام أو حتى غيابه تماما
- صغر الرأس
- قصر القامة

## التشخيص والعلاج
يمكن تشخيص المتلازمة من خلال الفحص الجيني الشامل لكونها ناتجة عن طفرة جينية، ولنفس السبب فإنه لا يتوفر لها علاج نهائي في الوقت الحالي.